# David Leslie Hawksworth
David Leslie Hawksworth ( n. 5 de junio de 1946 ) es un biólogo ambiental, sistemático bioquímico y molecular, micólogo y briólogo inglés.
Tiene una destacadísima producción intelectual sobre líquenes, de más de 500 Arts. y 50 libros, con tópicos en sistemática, nomenclatura, ecología, florística, monitoreo de polución, botánica histórica, biodiversidad, y conservación.

De 1983 a 1997 fue director del "International Mycological Institute, CABI", otorgándole primacía internacional. Y de 1994 a 1997 ha sido Pte. de la "International Union of Biological Sciences", desarrollando programas en biodiversidad y en bionomenclatura.
En 2001 investigó en la "Facultad de Farmacia" de la Universidad Complutense de Madrid a través de un "Contrato Ramón y Cajal".
Afirma sin ambages que al ritmo actual, faltan unos 800 años para conocer el "Patrimonio de Biodiversidad del planeta": conocemos el 5 % de los hongos y el 80 % de las fanerógamas.

## Algunas publicaciones
- 1984. D L Hawksworth; David J. Hill. The lichen-forming fungi. Blackie Academic & Professional (impreso Chapman & Hall). 160 pp. ISBN 0-216-91633-X
- 1998. L Borgen, W Greuter, D L Hawksworth, D H Nicolson, B Zimmer. Announcing a test and trial phase for the registration of new plant names (1998-1999). Rev Iberoam Micol. 15 (3):111-2 18473528
- 2001. D L Hawksworth. Mushrooms: The Extent of the Unexplored Potential. Int.J.Medicinal Mushrooms Vol. 3 I. 3 ISSN 1521-9437
- 2003. D L Hawksworth. The Changing Wildlife of Great Britain and Ireland. Taylor & Francis, Londres. 454 pp. ISBN 0-415-32681-8
- 2006. Peter G Mantle, David L Hawksworth, Sylvie Pazoutova, Lucy M Collinson, Birgitte R Rassing. Amorosia littoralis gen. sp. nov., a new genus and species name for the scorpinone and caffeine-producing hyphomycete from the littoral zone in The Bahamas. Mycol Res. 2006 Nov 10; : 17101270. Centre for Environmental Policy, Imperial College London, London SW7 2AZ, UK.
- 2006. D L Hawksworth. Pandora's Mycological Box: Molecular sequences vs. morphology in understanding fungal relationships and biodiversity. Rev Iberoam Micol. 2006 Sep ;23 (3):127-33 17196017
- 2006. Pedro W Crous, Isabella H Rong, Alan Wood, Seonju Lee, Hugh Glen, Wilhelm Botha, Bernard Slippers, Wilhelm Z de Beer, Michael J Wingfield, D L Hawksworth. How many species of fungi are there at the tip of Africa?. Stud Mycol. 2006 ;55 :13-33 18490969
- 2007. Halici, Mehmet Gökhan, David Leslie Hawksworth & Ahmet Aksoy. Contributions to the lichenized and lichenicolous fungal biota of Turkey. Mycotaxon 102: 403-414.
- 2007. D L Hawksworth. Responsibility in naming pathogens: the case of Pneumocystis jirovecii, the causal agent of pneumocystis pneumonia. Lancet Infect Dis. 2007 Jan ;7 (1):3-5 17182335. IUBS/IUMS International Committee on Bionomenclature, Facultad de Farmacia, Universidad Complutense de Madrid, Madrid 28040
- 2007. Lucia Muggia, Josef Hafellner, Nora Wirtz, D L Hawksworth, Martin Grube. The sterile microfilamentous lichenized fungi Cystocoleus ebeneus & Racodium rupestre are relatives of plant pathogens and clinically important dothidealean fungi. Mycol Res. 21; : 18207379. Institut für Pflanzenwissenschaften, Karl-Franzens-Universität Graz, Holteigasse 6, A-8010 Graz, Austria
- 2007. D L Hawksworth, Scott Lagreca. New bottles for old wine: fruit body types, phylogeny, and classification. Mycol Res. 2007 Oct 11; : 17981021
- 2007. D L Hawksworth. Mycological Research: instructions and guidelines for authors. Mycol Res. 2007 Feb 2; : 17280824. Departamento de Biología Vegetal II, Facultad de Farmacia, Universidad Complutense de Madrid, Plaza Ramòn y Cajal, Ciudad Universitaria, Madrid 28040
- 2007. Alicia Prieto, J Antonio Leal, Manuel Bernabé, D L Hawksworth. A polysaccharide from Lichina pygmaea & L. confinis supports the recognition of Lichinomycetes. Mycol Res. 2007 Nov 7; : 18304792. Centro de Investigaciones Biológicas, Consejo Superior de Investigaciones Científicas, Ramiro de Maeztu 9, ES-28040 Madrid
- 2007. Martin Grube, D L Hawksworth. Trouble with lichen: the re-evaluation and re-interpretation of thallus form and fruit body types in the molecular era. Mycol Res. May 13: 17698333
- 2007. D L Hawksworth; Alan T Bull. Human Exploitation and Biodiversity Conservation. Springer. 514 pp. ISBN 1-4020-5282-0

- La abreviatura «D.Hawksw.» se emplea para indicar a David Leslie Hawksworth como autoridad en la descripción y clasificación científica de los vegetales.[3]